# Пјетраморела (Козенца)
Пјетраморела је насеље у Италији у округу Козенца, региону Калабрија.
Према процени из 2011. у насељу је живело 116 становника. Насеље се налази на надморској висини од 664 м.